# Соцко, Моника
Моника Соцко (пол. Monika Soćko, урожд. Бобровская; пол. Bobrowska); род. 24 марта 1978, Варшава) — польская шахматистка, гроссмейстер (2008). Жена Бартоша Соцко.
Бронзовый призёр чемпионата Европы (2010) среди женщин. В составе женской сборной Польши участница десяти Олимпиад (1994—2004, 2008—2014), двух командных чемпионатов мира (2007, 2015) и семи командных чемпионатов Европы (2001—2013). Восемь раз побеждала на чемпионате Польши по шахматам: в 1995, 2004, 2008, 2010, 2013, 2014, 2015, 2017 годах. В ноябре 2021 года в Риге она заняла 30-е место на турнире «Большая женская швейцарка ФИДЕ».
Чемпион Женского чемпионата Европы 2022.

## Изменения рейтинга
| Графики недоступны из-за технических проблем. См. информацию на Фабрикаторе и на mediawiki.org. |